# Trimetopon gracile
Trimetopon gracile är en ormart som beskrevs av Günther 1872. Trimetopon gracile ingår i släktet Trimetopon och familjen snokar.
Inga underarter finns listade i Catalogue of Life.
Arten förekommer i centrala Costa Rica. Den lever i bergstrakter mellan 1300 och 2300 meter över havet. Habitatet utgörs av fuktiga bergsskogar. Individerna gräver i lövskiktet eller vistas på marken. Ett exemplar åt en salamander. Honor lägger ägg.
För beståndet är inga hot kända. IUCN listar arten som livskraftig (LC).